# Shiva und die Galgenblume (Dokumentarfilm)
Shiva und die Galgenblume ist ein Dokumentarfilm aus dem Jahr 1993 über Shiva und die Galgenblume, den letzten unvollendeten Film der NS-Zeit.

## Inhalt
Erinnert wird an die Umstände der damaligen Dreharbeiten in Prag und wie das Filmfragment im Bundesfilmarchiv wiederentdeckt und dann rekonstruiert wurde. Das beinhaltet auch, dass Filmklappen sowie die Stimme des Aufnahmeleiters zu hören sind und verschiedene Takes derselben Einstellung aufeinanderfolgend gezeigt werden. Zwischenschnitte mit zeitgenössischen Dokumentar- und Wochenschaumaterial vermitteln ein Bild der damaligen Kriegslage. Szenen, für die kein Ton mehr erhalten war, wurden neu synchronisiert. Des Weiteren ist der Film mit Interviews ergänzt worden, wie mit Pierre Gaspard-Huit, dem damaligen französischen Regieassistenten, der als Kriegsgefangener für die Filmarbeit zwangsverpflichtet worden war. Auch Zdenko Feyfar, Stanislaw Brach, Jiri Patocka sowie Anton Rambousek, tschechische Arbeiter, die seinerzeit in den Barrandov-Studios in Prag arbeiteten, kommen zu Wort. Außerdem berichten die deutschen Schauspielerinnen Margot Hielscher und Mady Rahl über die Bedingungen, die seinerzeit bei einer Filmproduktion Usus waren.

## Produktion
Fragmente des 1945 gedrehten Films wurden von Hans Georg Andres und Michaela Krützen mit in Prag nachgedrehten Szenen, Interviews und dokumentarischen Teilen montiert und mit dem Untertitel Der letzte Film des Dritten Reiches veröffentlicht, nachdem der Film in einer FSK-Prüfung am 26. Oktober 1994 ab 12 Jahren mit dem Zusatz „feiertagsfrei“ freigegeben worden war. Hansi Jochmann sprach die Kommentare. Der Film wurde im deutschen und französischen Fernsehen am 27. November 1993 im Programm von Arte erstmals ausgestrahlt. Am 27. Oktober 1994 wurde er erstmals im Kino gezeigt.

## Kritik
Die Handlung des Filmes fasst das Lexikon des internationalen Films in einem kurzen Satz zusammen: „Ein Kommissar entlarvt einen ‚besessenen‘ russischen Maler als Geldfälscher und bringt ihn an den Galgen.“ Weiter hieß es über die nunmehr entstandene „Mischung aus historischem Spielfilmmaterial, nachgedrehten Szenen, Interviews  und dokumentarischen Teilen“, sie sei ein „insgesamt aufschlußreiches Zeitbild in reizvoller Aufbereitung“.